# 上地实验小学
北京市海淀区上地实验小学，简称上地实验小学，是中国北京市海淀区的一所小学，成立于1998年9月，最初由中关村第二小学承办，2008年独立办学，目前现任校长为毛向军。

## 历史
上地实验小学1998年9月在上地东里小区内建成启用，由中关村二小承办。
2008年，上地实验小学与中关村二小正式脱钩，在保留全部师资的基础上独立办学。其第二校区于2012年9月在海淀西北部的上庄地区建成启用。
2018年9月，上地实验小学树村校区建成启用，成为其第三个校区。

## 各校区

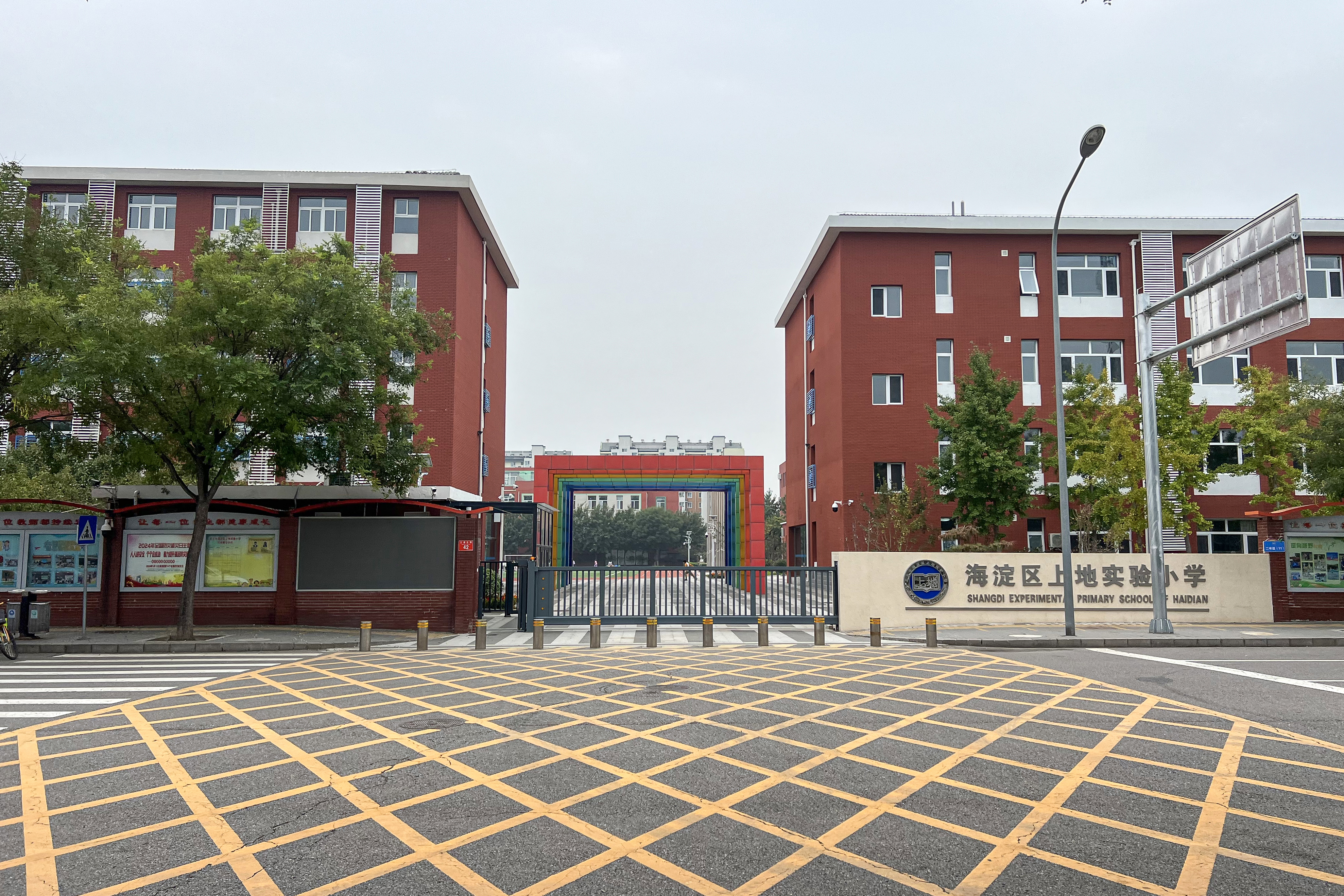
上庄校区北门
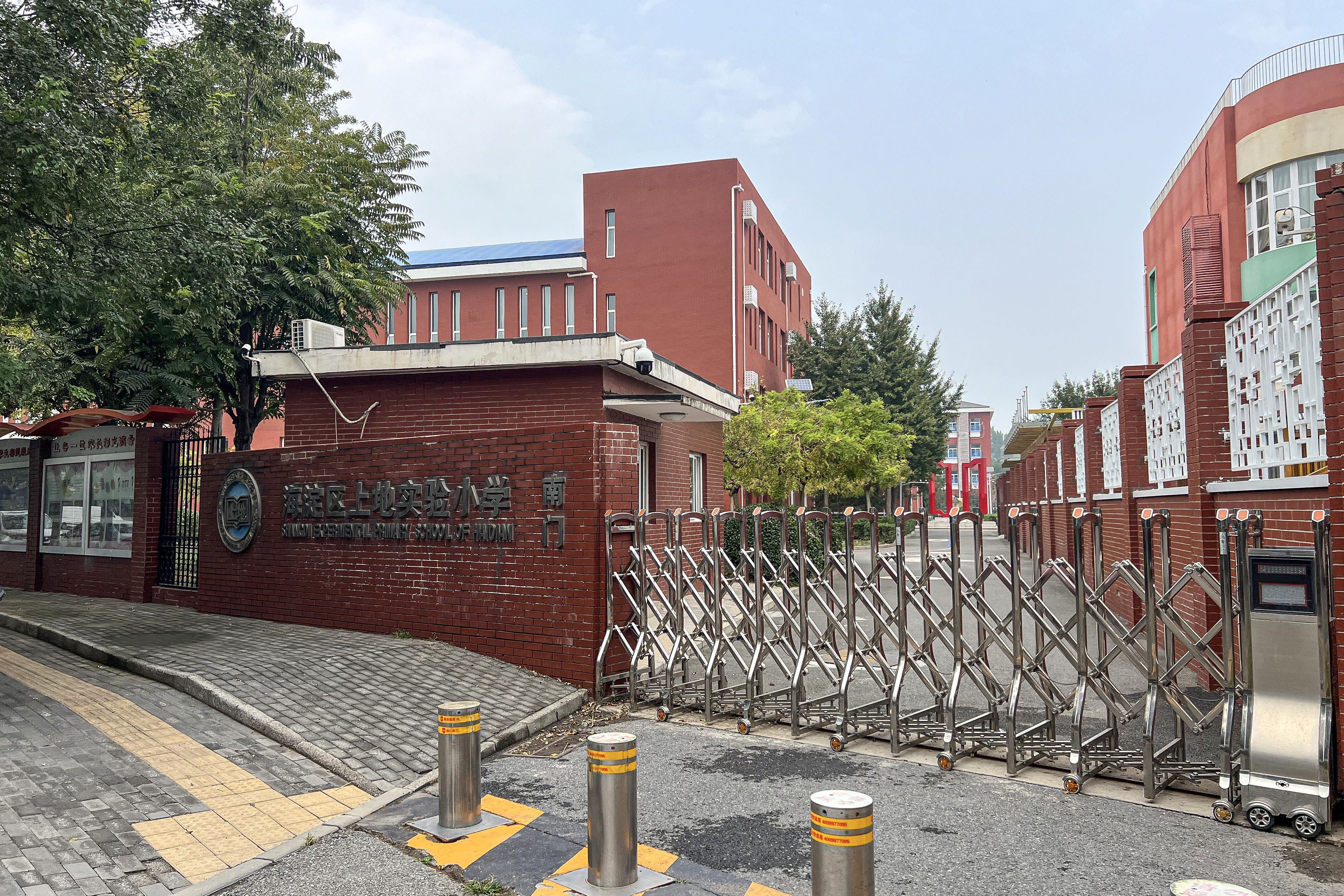
上庄校区南门
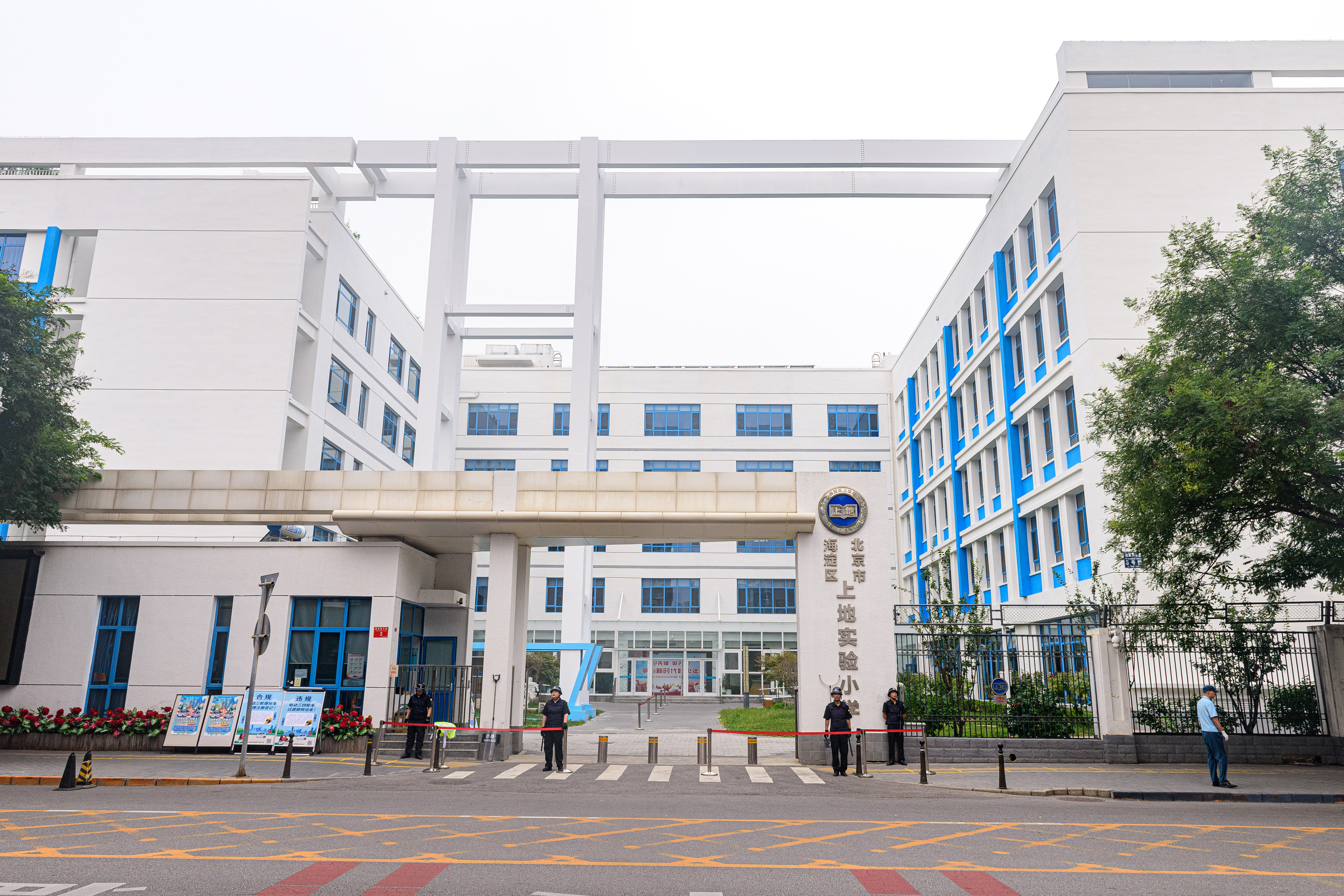
树村校区